# Bhanja virus
Bhanja virus е арбовирус от род Phlebovirus. За първи път е открит в кърлеж от вида Haemaphysalis intermedia взет от тялото на парализирана коза в Банджанагар, Индия през 1954 г. За първи път при човек вирусът е открит през 1974 г. когато Чалз Калишър при работа с вируса се заразява с него. За негов късмет контактът му с вируса е довел само до леки болки в мускулите и ставите, умерено главоболие, лека фотофобия. Bhanja virus е представител на семейство Bunyaviridae.

## Вектори
Преносители на вируса в природата са кърлежи основно представители от род Dermacentor и Haemaphysalis. Преносители са и някои представители от Ixodidae. Не е известно пренасяне на вируса от човек на човек.

## Гостоприемници
Вирусът е открит при различни видове гръбначни животни. Това са основно овце, кози, говеда, както и африканските четирипръст таралеж и ивичеста катерица. Известно е, че е патогенен и за дребни бозайници, както и човек и особено деца.

## Клинични признаци
Вирусът Bhanja предизвиква състояние на треска при хората и фотофобия, повръщане, менингоенцефалит, както и слаба или частична парализа.

## Лечение
Лечението зависи от тежестта на симптомите. Поради факта че вирусните инфекции не се повлияват от антибиотици, лечението е свързано главно с цел намаляване на признаците и симптомите. За тази цел основно се прилага парацетамол.

## Предпазване
Предпазването от вируса е в пряка връзка от предпазването от контакти с кърлежи. Необходимо е вземане на мерки, които да възпрепятстват кърлежите да постигнат до гостоприемника и да го ухапят.

## Разпространение
Освен природна огнищност вирусът има и специфично разпространение. Изолиран е в югоизточна Европа, включително в Италия, Хърватия, България, Румъния, източна Словакия. В Азия е установен в Индия, Киргистан, Казахстан, Азербайджан, Армения. В Африка е характерен за страни като Сенегал, Гвинея, Нигерия, Камерун, ЦАР, Кения, Сомалия. Възможно е миграцията на птиците да оказва роля в разпространението на вируса.